# Tableta LED

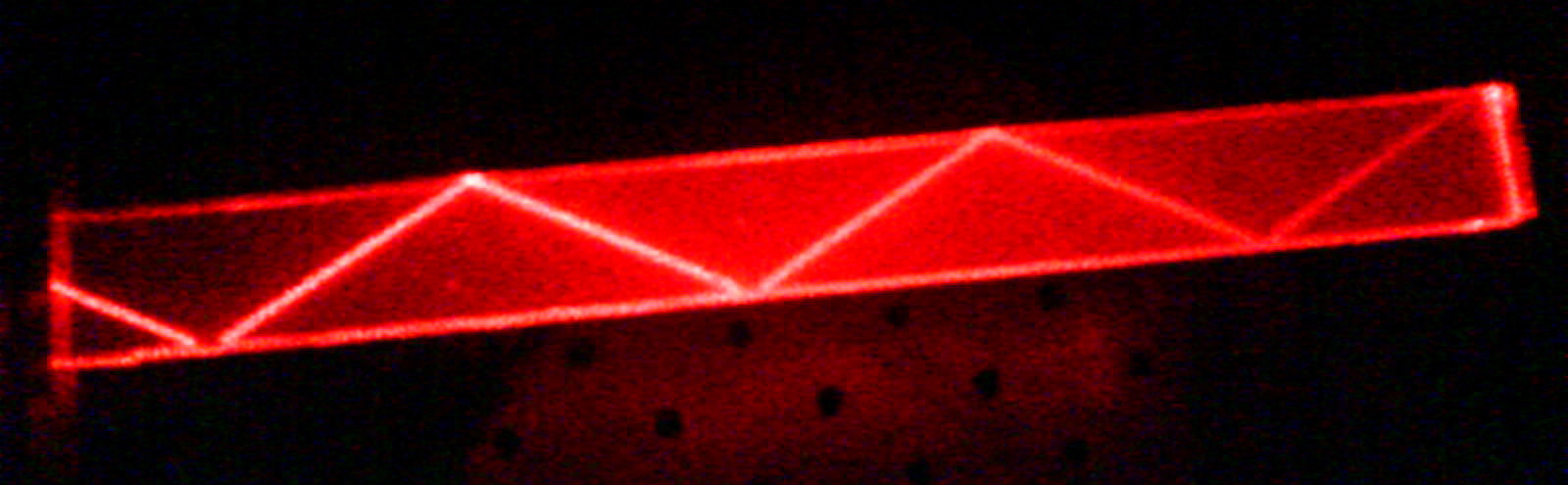
Reflexión interna total en un bloque de metacrilato

Una tableta LED es un dispositivo de visualización que suministra una iluminación uniforme del sujeto desde abajo a través de una superficie translúcida iluminada con LEDs, basándose en el fenómeno de reflexión interna total que sufre la luz en un bloque de metacrilato y que utilizan todas las pantallas LCD backlight.

## Tableta LED inteligente
La Tableta LED inteligente o LED digitizer pad está diseñada con una tecnología avanzada que permite que sea usada tanto por estudiantes como por profesionales del arte digital. Con una resolución de alta definición y una relación de aspecto de pantalla ancha, te permite disfrutar de tu trabajo mejor experiencia visual. Se puede dibujar directamente en la tableta utilizada como monitor del PC, lo que hace que sea más fácil a los artistas mostrar su creatividad al poder dibujar sobre la superficie de la lightpad (sobre la mesa en posición horizontal) con un lápiz electrónico como si fuera un lápiz clásico. Aparte también se puede utilizar como si fuera un monitor con soporte ajustable que permite encontrar la posición de trabajo más cómoda para el artista.

## Tableta LED no inteligente
Son de un bajísimo consumo (se puede alimentar del puerto USB) y que además genera muy poco calor. Una tableta LED es muy fina (de unos pocos milímetros) y de peso ligero, (menos de 1,5 kg), lo que facilita que se pueda guardar en una estantería o en un cajón.  
La intensidad de la luz es de nivel regulable, desde una luz muy suave para ver elementos transparentes hasta una luz de gran intensidad para un fácil calcado de un dibujo en cualquier tipo de soporte. Con esta característica, el único requisito para poder calcar un dibujo es -solamente- que "ambos" soportes de papel (el original y el destino) sean translúcidos en algún grado, no es imprescindible que sean transparentes.. 
Se utilizan sobre todo en los oficios de artes gráficas  para calcar dibujos, especialmente en el mundo de los dibujos animados o de los cómics. Otro uso es por ejemplo  para revisar una película fotográfica, un fotolito o cualquier imagen que se pueda colocar encima de la tableta., p.e.: los transfer para tatuajes o los patrones de un encaje de bolillos. 
También se pueden utilizar en forma de panel montadas en las paredes de los hospitales y consultorios médicos para poder examinar las  radiografías.

## Características
Las tabletas LED pueden ser super delgadas y ligeras: Pueden llegar a tener 7.5mm de espesor y menos de 1,5kg de peso. Utilizables en un escritorio o encima de las rodillas. Fáciles de guardar y transportar
- Modelos: en muchos tamaños, entre ellos: DIN-A4, DIN-A3, DIN-A2.
- Superficie iluminada:  difusor acrílico opal con una iluminación óptima, brillante o suave, uniformemente distribuida a través de toda la superficie de trabajo.
- Brillo Regulable: Una vez la tableta está conectada a la alimentación, se puede ajustar la intensidad de la luz a distintos niveles mediante un regulador AC/DC.
- Funcionamiento frío: Sin generación de calor. Conveniente para un funcionamiento de 24 horas al día.
- Bajo mantenimiento: No hay bombillas que reemplazar. Larga vida útil de 50.000 horas.
- Clips de fijación: Se pueden situar en las paredes laterales que permiten fijar los dibujos a copiar.
- Usos: Calcado profesional en animación, historietas, creación diseño y dibujo, enseñanza, arquitectura, decoración de interiores, moda, visionado de radiografías en hospitales (rayos X, resonancia magnética, etc..)

## Tableta LED casera
Pasos para construir una tableta LED a partir de un monitor TFT:
- Desmontar el panel TFT
- Quitar láminas difusoras
- Quitar los tubos fluorescentes de los lados del panel
- Conservar el difusor de metacrilato
- Conectar dos tiras de LED's situándolas a los lados
- Volver a montar el conjunto de retroiluminación

La tableta está lista para su uso